# Clinique psychiatrique du CHU de Tartu
Le clinique psychiatrique du CHU de Tartu (en estonien : Tartu Ülikooli Kliinikumi psühhiaatriakliinik) est une clinique du centre hospitalier universitaire de Tartu en Estonie.

## Présentation
La clinique psychiatrique est une institution de traitement et de recherche qui propose des traitements ambulatoires et hospitaliers aux personnes atteintes de troubles mentaux, en plus de la recherche en psychiatrie, de la formation et l'enseignement des résidents dans la spécialité de psychiatrie.
Le bâtiment est situé au 31 rue Raja tänav à Tartu, qui abrite également la chaire de psychiatrie de l'Université de Tartu, la clinique des maladies cutanées et vénériennes du CHU, le centre de formation en soins infirmiers et d'autres institutions.

Cliniques de psychiatrie et de dermatologie.